# Tratado de Fontainebleau (1611)
El tratado de Fontainebleau de 1611 fue un acuerdo matrimonial firmado por las casas reales de España y Francia mediante el cual se pactó la futura boda del Príncipe de Asturias Felipe IV con la princesa francesa Isabel de Borbón, y la de sus respectivos hermanos, la infanta española Ana de Austria con el rey Luis XIII de Francia, todos ellos menores de edad en la fecha de la firma del acuerdo.
El tratado, promovido con la intermediación del papa Paulo V y del gran duque de Toscana Cosme II de Médici, fue firmado en el palacio de Fontainebleau el 30 de abril de 1611 por Íñigo de Cárdenas, embajador español en Francia en nombre de los reyes de España, Felipe III y Margarita de Austria, y por Nicolás de Neufville, secretario de estado francés en representación de María de Médici, viuda de Enrique IV y regente del reino durante la minoría de edad de Luis XIII.
En las capitulaciones matrimoniales, firmadas el 25 de agosto de 1612 en el palacio del Louvre de París, se fijó la dote de cada una de las novias en 500.000 escudos de oro, a razón de 13 reales cada uno; independientemente de esto, Isabel de Borbón recibiría 166.666,66 escudos y joyas por valor de 50.000 más. Ambas contrayentes tendrían la obligación de renunciar por sí mismas y por sus herederos a los derechos que les correspondiesen a la sucesión al trono de su país de origen, renuncia que llevaron a cabo en octubre de 1615, mismo año en que se celebraron ambas bodas.

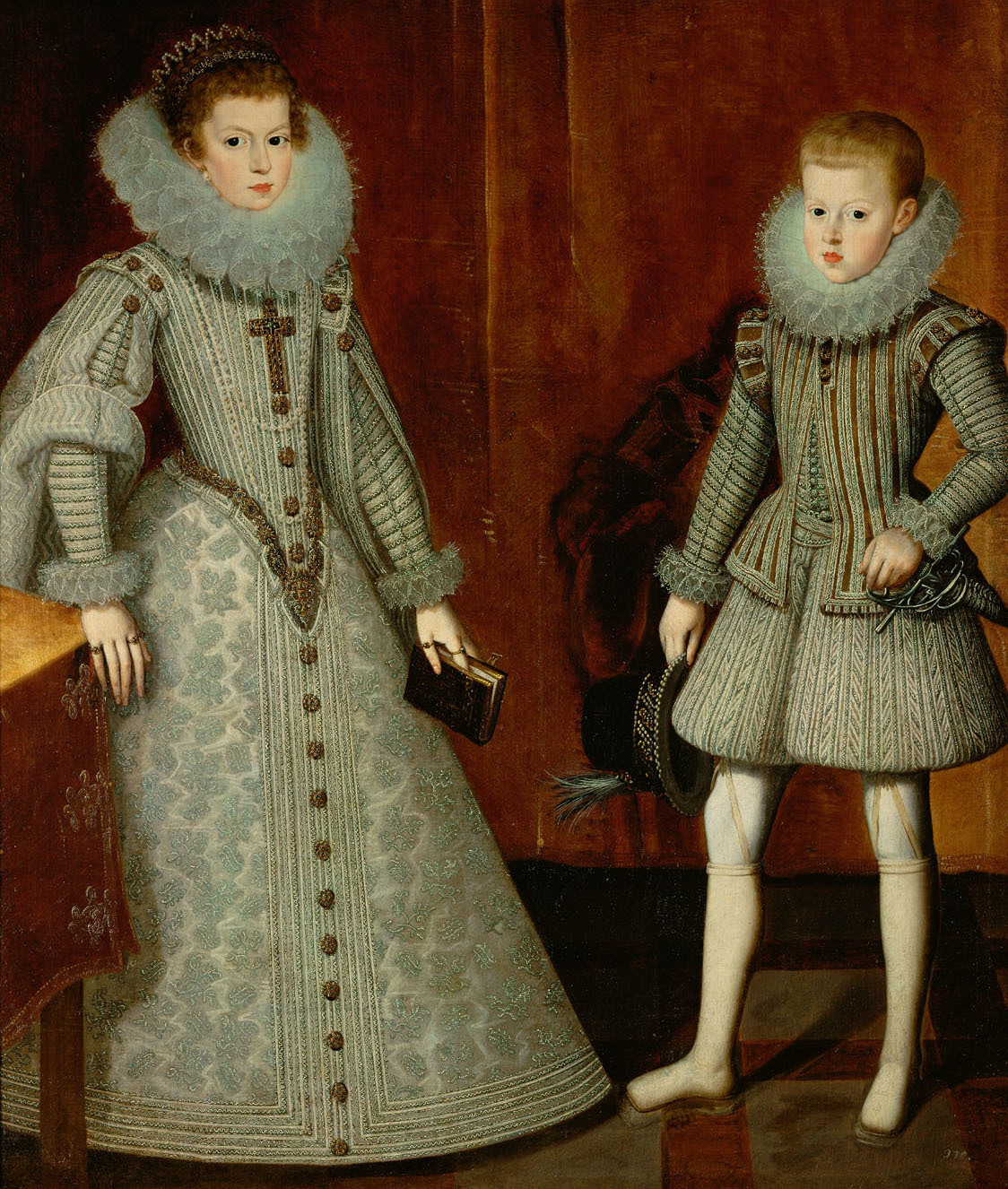
Felipe IV y Ana de Austria.